# شهرستان تیلینگ
شهرستان تیلینگ (به لاتین: Tieling County) یک شهرستان‌های جمهوری خلق چین در چین است که در تیلینگ واقع شده‌است.
 شهرستان تیلینگ   ۷۷ متر بالاتر از سطح دریا واقع شده‌است.